# Майер, Зепп
Йо́зеф Ди́тер Ма́йер (нем. Josef Dieter Maier; род. 28 февраля 1944, Меттен), более известный как Зепп Майер — немецкий футболист, вратарь. Выступал за клуб «Бавария» (682 матча) и национальную сборную ФРГ (95 матчей).
Чемпион Европы (1972) и мира (1974). Один из семи футболистов — обладателей полного комплекта наград чемпионатов мира (серебро в 1966, бронза в 1970 и золото в 1974 годах).

## Карьера

### Клуб

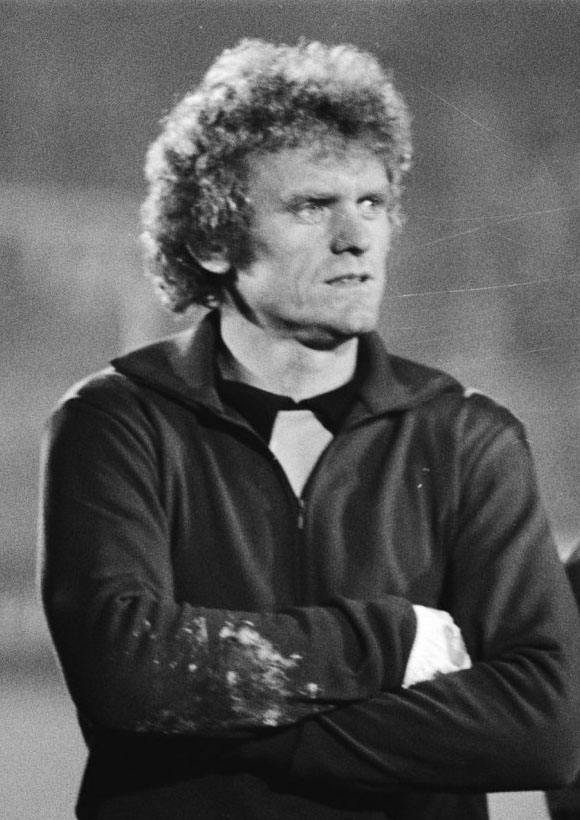
Зепп Майер в 1978 году

В 1946 году, в возрасте 2 лет, Йозеф Дитер Майер переехал в пригород Мюнхена Хаар, где позже начал играть в футбол в местной детской команде, на позиции центрального нападающего. Однажды, когда основной вратарь команды получил травму, ему пришлось встать в ворота. Зепп настолько хорошо выполнял вратарские обязанности, что вначале стал основным вратарём в своей команде, а потом попал в сборную Верхней Баварии. Там его заметили тренеры «Баварии», и пригласили в свою молодёжную команду.
В «Баварию» он пришёл в 1958 году, первый профессиональный контракт подписал в 1962, а первым вратарём команды был в общей сложности 16 лет — с 1963 по 1979 год. Вместе с «Баварией» он в 1965 году вышел в Бундеслигу и стал четырехкратным чемпионом ФРГ, четырехкратным обладателем Кубка ФРГ, трёхкратным обладателем Кубка европейских чемпионов, обладателем Кубка обладателей кубков УЕФА и Межконтинентального кубка. Зепп Майер обладал невероятным умением в прыжке «обкрадывать» нападающих соперника и, ловя мяч, элегантно прижимать его к себе. Майеру до сих пор принадлежит рекорд Бундеслиги по проведенным подряд матчам — 442. 14 июля 1979 года, возвращаясь после товарищеского матча с «Ульмом» в Мюнхен, попал в аварию, из-за которой, спустя год, был вынужден завершить карьеру игрока.

### Национальная сборная
Дебют Майера в сборной ФРГ состоялся в 1966 году в Дублине в матче против сборной Ирландии. На Чемпионате мира по футболу в 1966 году Майер уже был в составе сборной, но так и остался вторым после Ханса Тильковски. Но на чемпионате 1970 года Зепп был уже основным вратарем. В 1970 году сборная Германии была третьей, в 1972 стала чемпионом Европы, в 1974 — чемпионом мира, а в 1976 заняла второе место на чемпионате Европы. В финале последнего из турниров голкипер запомнился тем, что пропустил знаменитый удар Антонина Паненки с пенальти. Всего Зепп Майер провел 95 игр за сборную, долгое время являясь рекордсменом по количеству проведённых за неё игр, пока его не обогнал Лотар Маттеус.

#### Тренерская карьера
С 1994 по 2008 год Зепп Майер был тренером вратарей в «Баварии». С 1988 по 2004 годы он одновременно был тренером вратарей сборной Германии. 10 октября 2004 года был уволен из сборной тогдашним тренером Юргеном Клинсманном за то, что публично высказался за Оливера Кана и против Йенса Леманна, как основного голкипера сборной.

## Достижения

### Командные
«Бавария»
- Чемпион ФРГ (4): 1968/69, 1971/72, 1972/73, 1973/74
- Обладатель Кубка ФРГ (4): 1965/66, 1966/67, 1968/69, 1970/71
- Обладатель Кубка европейских чемпионов (3): 1973/74, 1974/75, 1975/76
- Обладатель Кубка обладателей кубков УЕФА: 1966/67
- Обладатель Межконтинентального кубка: 1976

Сборная ФРГ
- Чемпион мира: 1974
- Чемпион Европы: 1972
- Серебряный призёр чемпионата мира: 1966
- Бронзовый призёр чемпионата мира: 1970
- Серебряный призёр чемпионата Европы: 1976

### Личные
- Футболист года в ФРГ (3): 1975, 1977, 1978
- Входит в символическую сборную чемпионата мира: 1974
- Входит в команду сезона Бундеслиги по версии Kicker: 1974/75
- Входит в список ФИФА 100
- Включён в список лучших футболистов XX века по версии World Soccer